# Braskereidfoss kraftverk
Braskereidfoss kraftverk är ett vattenkraftverk i Vålers kommun i Innlandet fylke i Norge som utnyttjar ett 9,5 meter högt fall i älven Glomma.
Kraftverket, som invigdes 1978, var från början försedd med en rörturbin på 22 MW. År 2016 byggdes kraftverket ut med en ny maskinhall och ytterligare en rörturbin på 18 MW till en total effekt på 40 MW och en beräknad årsproduktion på 170 GWh.
Braskereidfoss kraftverk är ett av 27 kraftverk i Norge som betecknas som speciellt värdefulla industriella kulturarv. Det representerar de strömkraftverk som byggdes på 1970-talet och har en tidstypisk utformning och Norges största rörturbin.
Den 9 augusti 2023 översvämmades en del av kraftverket och blev strömlöst på grund av kraftigt vattenflöde i Glomma och man övervägde att spränga en dammlucka för att släppa förbi vattnet. Senare under dagen kollapsade delar av dammen.